# Naxa parvipuncta
Naxa parvipuncta là một loài bướm đêm trong họ Geometridae.